# Johann Bernhard Gottfried Hopfer
Johann Bernhard Gottfried Hopfer (* 17. September 1716 in Rödelsee; † 19. Dezember 1788 in Berlin) war ein Maler und Zeichner der Preußischen Akademie der Wissenschaften zu Berlin.

## Leben
Johann Bernhard Gottfried Hopfer wurde am 17. September 1716 im Dorf Rödelsee geboren. Das Ganerbendorf war konfessionell durchmischt, die lutherische Seite wurde von den Grafen zu Castell und den Herren von Crailsheim repräsentiert. Die Familie war bereits in der dritten Generation als Maler tätig. Der Großvater Sebastian Ludwig Hopfer (1649–1714) war Dekorationsmaler und stieg zum Hofmaler am markgräflichen Hof in Ansbach auf. Dieses Amt vererbte er an den Vater Johann Gottfried Hopfer (um 1690–1740), der es bis 1731 in enger Verbindung mit dem Baumeister Carl Friedrich von Zocha ausübte. Die Mutter des jüngeren Hopfers war Maria Sophia Schäfer, die 1741 starb.
Johann Bernhard Gottfried erhielt bereits früh Malunterricht in der Werkstatt des Vaters. Anschließend wurde er Schüler beim Ansbacher Hofmaler Johann Christian Sperling. Am 19. November 1741 heiratete Hopfer Anna Maria Elisabeth Philipina Vogtherr. Im Jahr 1751 wurde Hopfer als Wappenmaler in Berlin angestellt. Am 29. Dezember 1765 heiratete Hopfer Anna Christiana Elisabeth Anttonetta Martini (in zwei Ehen hatte er 28 Kinder). Er stieg zum Maler des Johanniterordens auf und wurde später Zeichner der Preußischen Akademie der Wissenschaften zu Berlin.

## Werke (Auswahl)

### Eigenständige Zeichnungen
- mit Johann Kupezky: Wilhelm Friedrich, Markgraf von Brandenburg etc., Druck durch Bernhard Vogel, um 1735.
- Anatomischer Durchschnitt eines Mutterleibes, Wasserfarbenmalerei, Berlin, Kupferstichkabinett[2]

### Illustrationen
- mit Johann Gotthilf Müller: Species plantarum secundum vegetationis et fructificationis partes ad vivum delineatæ et Latina ac Germanica dictione determinata descriptae. Decas prima [...]. C. L. Kunst, Berlin 1757.
- mit Johann Gottlieb Walter: Observationes anatomicae. Historia monstri bicorporis duobus capitibus, tribus pedibus, pectore pelvique concreti. Curae renovatae de anastomosi tubulorum lactiferorum mammae muliebris. Concrementa terrestri. Venae capitis et colli. Gottlieb August Lange, Berlin 1775.[3]
- posthum: mit Johann Friedrich Meckel: De duplicitate monstrosa commentarius. Orphanotrophei, Halle 1815.